# 파트리크 카를그렌
파트리크 울프 안데르스 카를그렌(스웨덴어: Patrik Ulf Anders Carlgren, 1992년 1월 8일 ~ )은 스웨덴의 축구 선수이며, 현재 라네르스에서 골키퍼로 활약하고 있다.